# Клімонтув (Сандомирський повіт)
Клімонтув (також Клімонтів; пол. Klimontów) — місто в Польщі, у гміні Клімонтув Сандомирського повіту Свентокшиського воєводства. Розташоване за 30 км на захід від Сандомира.
Населення — 2019 осіб (2011).

## Історія
Засноване у XIII столітті. У 1604–1870 роках — місто роду Оссолінських. Один із центрів Листопадового повстання 1830–1831 років. Місце кривавих боїв між австрійськими і російськими військами у 1914–1915 роках. Статус міста поновлено 1 січня 2020 року.

## Пам'ятки
В Клімонтуві розташовані:
- бароковий костел святого Йосифа (1643),
- церква святого Яцека (1617),
- неокласична синагога (1851).

## Демографія
Демографічна структура на день 31 березня 2011 року:
|          | Загалом | Допрацездатний вік | Працездатний вік | Постпрацездатний вік |
| -------- | ------- | ------------------ | ---------------- | -------------------- |
| Чоловіки | 957     | 208                | 659              | 90                   |
| Жінки    | 1062    | 200                | 627              | 235                  |
| Разом    | 2019    | 408                | 1286             | 325                  |